# مفتاح العلوم
مفتاح العلوم کتابی معتبر از علوم ادبی است در دوازده بخش و از سراج‌الدین سکاکی است. از این کتاب شروح بسیاری شده است. این کتاب بهترین کتاب در موضوع علم بیان است.

## شرح‌ها و تلخیص‌ها
- مفتاح المفتاح اثر قطب‌الدین شیرازی[۳]؛
- تلخیص المفتاح اثر خطیب قزوینی که خلاصه بخش سوم کتاب مفتاح العلوم است[۴]؛
- الشرح المطوَّل معروف به مُطَوَّل که کتاب درسی است اثر سعدالدین تفتازانی و عده‌ای چون میرسیدشریف جرجانی، عبدالحکیم سیالکوتی، محمد عبدالرحمان، حسن بن محمدشاه فناری، ابوالقاسم بن ابوبکر سمرقندی و محمدرضا گلپایگانی بر خود این شرح، شرح نوشته اند[۵]؛
- الشرح المختصر معروف به مختصر المعانی که شرح کوتاه‌تری است از تلخیص المفتاح قزوینی که سعدالدین تفتازانی آنرا نگاشته است[۵]؛
- شرح قسم سوم مفتاح العلوم اثر تفتازانی[۵].